# DShK

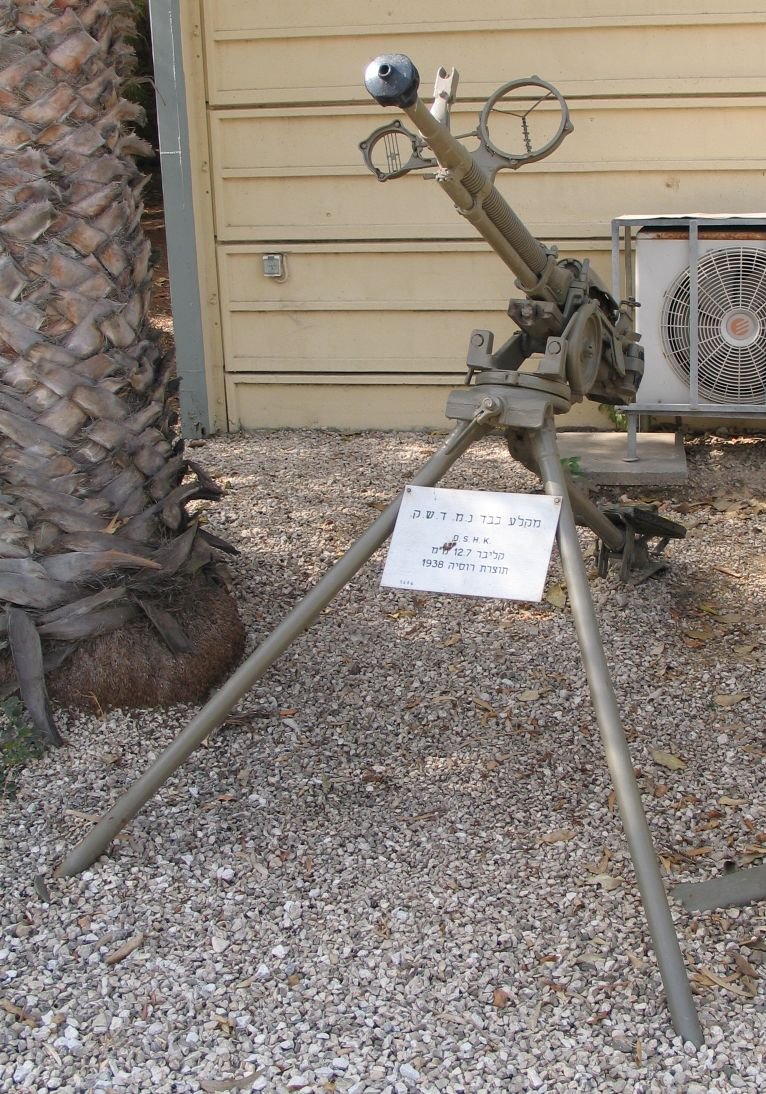
DShK 1938

DShK 1938(러시아어: ДШК, Дегтярёва-Шпагина Крупнокалиберный, Degtyaryova-Shpagina Krupnokaliberniy, 'Degtyaryov-Shpagin Large-Calibre')는 12.7×108 mm 탄을 사용하는 소련의 중(重)기관총이다. 주로 대공용으로 사용되나, 때때로 지상군 공격용으로도 사용된다.
러시아 군 내 많은 수의 DShK는 NSV와 Kord 기관총에 의해 대체되었다.

## 같이 보기
- M2 기관총은 DShK에 대응하는 미국 무기이다.